# Neukaledonien-Laufhühnchen
Das Neukaledonien-Laufhühnchen (Turnix novaecaledoniae, Synonym: Turnix varius novaecaledoniae) ist eine wahrscheinlich ausgestorbene Vogelart aus der Familie der Laufhühnchen (Turnicidae). Es war auf der melanesischen Insel Grande Terre in Neukaledonien endemisch.

## Merkmale
Die Maß- und Merkmalsangaben sind nur vom Holotypus, einem vor 1889 gesammelten Männchen, dokumentiert, das sich unter der Labelnummer UKNHM 1889.5.13.137 im Natural History Museum at Tring befindet. Vom nahe verwandten Buntlaufhühnchen (Turnix varius) unterscheidet es sich dadurch, dass die Federn der Oberseite, einschließlich des größten Teils des Bürzels, fast vollständig schwarz mit weißlichem oder gelblichem Rand sind. Zudem war es kleiner, mit einer Flügellänge von 86 mm, eine Schnabellänge von 12 mm und einer Lauflänge von 22 mm. Die Schwanzlänge ist unbekannt. Das Weibchen und die Jungvögel sind unbeschrieben.

## Lebensraum und Lebensweise
Die natürlichen Lebensräume des Neukaledonien-Laufhühnchens umfassten die Trockensavanne, subtropisches oder tropisches trockenes Buschland sowie subtropisches oder tropisches trockenes Tieflandgrasland. Über seine Lebensweise ist nichts bekannt geworden.

## Systematik
Das Neukaledonian-Laufhühnchen wurde 1889 von William Ogilvie-Grant als eigenständige Art beschrieben, in der Folgezeit jedoch als Unterart des Buntlaufhühnchens (Turnix varius) betrachtet. 1996 schlug der australische Ornithologe Stephen J. S. Debus erneut einen Artstatus vor, was von der IUCN Red List und der IOC-Vogelnamenliste übernommen wurde.

## Status
Das Neukaledonien-Laufhühnchen ist durch das Typusexemplar im Natural History Museum at Tring sowie durch ein Exemplar aus dem Jahr 1911 bekannt, das Fritz Sarasin bei Koné gesammelt hatte. Subfossile Exemplare dieses Taxons wurden 2010 von Alison G. Boyer, Helen F. James, Storrs L. Olson und Jack A. Grant-Mackie aus der Mé-Auré-Höhle beschrieben, die Belege für einen anhaltenden Rückgang des Vorkommens im Laufe der Zeit lieferten und die Art als ausgestorben betrachteten. Fossilien, die 2010 von Atholl John Anderson und seinem Forscherteam in den Pindai Caves in geringer Tiefe gefunden wurden, lassen das Aussterben dieser Art jedoch weniger sicher erscheinen. In den Jahren 1944 und 1945 berichteten Einwohner, dass das Neukaledonien-Laufhühnchen in Graslandgebieten zwischen Poya und Pam im Norden der Insel vorkam, obwohl die Interpretation solcher Berichte durch die offensichtliche mehrfache Einführung des Buntlaufhühnchens aus Australien nach Neukaledonien erschwert wird. Die IUCN Red List klassifiziert das Neukaledonien-Laufhörnchen in die Kategorie vom Aussterben bedroht mit dem Zusatz „möglicherweise ausgestorben“ (CR(PE)).